# دجریان (روستا)
 دجریان  به عربی ( دَجریان  )، روستایی است در دهستان بنو الَمَکرَم از توابع استان استان صَنعاء در کشور یمن در شبه جزیره عربستان.

## جمعیت
جمعیت آن (۸۹) نفر (۸ خانوار) می‌باشد.